# ヌメリアヌス
マルクス・アウレリウス・ヌメリウス・ヌメリアヌス（ラテン語: Marcus Aurelius Numerius Numerianus, 253年 - 284年11月）は、ローマ帝国の皇帝カルスの次男、カリヌスの弟で共同皇帝（在位：283年12月 - 284年11月）。
父カルスと共にサーサーン朝（ペルシア）に出征するが、父の事故死によりペルシア戦役を中止、兄とともに帝位についた。しかし、引き返す途中、アシアで変死した。その後、軍に擁立され帝位を称したディオクレティアヌスの手により、プラエフェクトゥス・プラエトリオであったルキウス・フラウィウス・アペルがヌメリアヌス謀殺の犯人として処刑された。